# Nieuw Sociaal Contract
Nieuw Sociaal Contract (NSC, deutsch in etwa Neuer Gesellschaftsvertrag) ist eine niederländische politische Partei, die 2023 von Pieter Omtzigt gegründet wurde. Der Name leitet sich vom Titel von Omtzigts Buch Een nieuw sociaal contract aus dem Jahr 2021 ab und bezieht sich auf den Begriff des Gesellschaftsvertrags aus der politischen Philosophie.

## Inhaltliches Profil
Als ihre wichtigsten Kernthemen nennt die Partei eine gute öffentliche Verwaltung, die Verbesserung der Existenzsicherung und eine sinnvolle internationale Zusammenarbeit. Außerdem setzt sie sich für die Gründung eines Verfassungsgerichts, eine Reform des Wahlsystems sowie eine ausreichende Grundversorgung in den Bereichen Pflege, Ernährung und Wohnen ein.
Sowohl Klaus Max Smolka von der Frankfurter Allgemeinen Zeitung als auch Thomas Kirchner von der Süddeutschen Zeitung tun sich schwer mit einer eindeutigen politischen Einordnung der Partei. Für Smolka entsprechen die Positionen Omtzigts in Teilen denen der christlichen Soziallehre in Deutschland, während Kirchner die Partei als „sozialkonservativ“ bezeichnet.
Darüber hinaus wird die Partei auch als christdemokratisch und zentristisch beschrieben, da sie Wähler aus dem gesamten politischen Spektrum anspreche.

## Geschichte
Anfang 2021 verfasste Omtzigt das Manifest Een nieuw sociaal contract mit Ideen für die christdemokratische Partei CDA, für die er damals in der Zweiten Kammer saß. Omtzigt spaltete sich im Juni 2021 vom CDA ab und machte im September als Ein-Mann-Fraktion weiter. Nachdem das Zerbrechen des Kabinetts Rutte IV die vorgezogenen Parlamentswahlen 2023 nötig machte, gründete Omtzigt am 19. August 2023 die Partei Nieuw Sociaal Contract. Das von Omtzigt Anfang 2021 verfasste Manifest diente als Grundlage für die Standpunkte der neuen Partei.
Am 20. August 2023 erklärte Omtzigt gegenüber der Zeitung Tubantia, er strebe nicht an, mit seiner Partei bei den Parlamentswahlen im November 2023 stärkste Partei zu werden. Sollte dies geschehen, wolle er nicht Ministerpräsident werden, sondern als Fraktionsvorsitzender im Abgeordnetenhaus bleiben.
Im Mai 2024 wurde eine Regierung von PVV, VVD, NSC und BBB bekannt gegeben. Sie wurde schließlich als Kabinett Schoof vereidigt.

## Wahlergebnisse
| Jahr | Wahl                | Stimmenanteil | Sitze  |
| ---- | ------------------- | ------------- | ------ |
| 2023 | Parlamentswahl 2023 | 12,9 %        | 20/150 |
| 2024 | Europawahl 2024     | 3,7 %         | 1/31   |

## Organisation

### Parteivorsitzende
- Hein Pieper (24. August 2023 – 2. Oktober 2023)[12][13]
- Bert van Boggelen (seit 2. Oktober 2023, geschäftsführend)